# ジャグラー (パチスロ)
ジャグラー（JUGGLER）は、1996年に北電子が開発・販売したパチスロ機である。

## 概要
『クリエーター7』『サーカス3』と同様、完全告知を採用。
主にボーナス成立時のゲームで第3ボタンを離した瞬間、「GOGO!ランプ」と呼ばれる告知ランプが点灯する。尚、「GOGO!ランプ」という名称が浸透しているが、これはファンが呼び始めた名称であり、当初は名前がなく「告知ランプ」「チャンスランプ」と呼ばれていた。
この演出は「ペカる」と表現されることが多い。
豆電球型、LED型、色が変わるものやランプの大きさなど、機種によって特徴がある。
リーチ目はボーナス絵柄一直線とピエロ・ボーナス・ピエロ（ピエロはさみ）、単チェリーのみ。発売当時は大量リーチ目時代の真っ只中で、他社が大量リーチ目やボーナス成立ゲーム時のみ出現するリーチ目など、いわゆるテーブル制御方式が主流になりつつあった。そんな中、本機では敢えてコントロール方式が採用され、他機種において明らかにハズレ目のような出目でもボーナスが期待できるようになっている。

## ジャグラーの日
ジャグラーシリーズの発売元である北電子では、ジャグラーの「GOGO!ランプ」が「55」と読めるという語呂合わせから、2009年より5月5日を「ジャグラーの日」とすることを発表した。2008年8月には日本記念日協会による認定を受けており、今後ホール等で周知・宣伝を図っていく方針である。

## ボーナス抽選確率・機械割
4号機のジャグラーシリーズのスペックは、いずれもほぼ同一のものとなっている。
| 設定 | BIG     | REG     | 機械割       | 機械割     |
| 設定 | BIG     | REG     | メーカー発表 | フル攻略時 |
| ---- | ------- | ------- | ------------ | ---------- |
| 1    | 1/297.9 | 1/655.4 | 94.9%        | 100.2%     |
| 2    | 1/273.1 | 1/630.2 | 98.5%        | 104.3%     |
| 3    | 1/260.1 | 1/606.8 | 100.6%       | 106.7%     |
| 4    | 1/244.5 | 1/546.1 | 103.8%       | 111.1%     |
| 5    | 1/240.9 | 1/468.1 | 105.4%       | 113.2%     |
| 6    | 1/240.9 | 1/364.1 | 107.1%       | 115.6%     |

## 4号機ジャグラーシリーズの一覧
- 1996年　ジャグラー（初代）
- 1999年　ジャグラーV
- 2001年　ゴーゴージャグラー
- 2002年　ハイパージャグラーV
- 2003年　ゴーゴージャグラーS30
- 2003年　ジャグラーガール
- 2004年　ゴーゴージャグラーV
- 2005年　ジャグラーTM
- 2006年　ファイナルジャグラー

## 類似した機種
- カントリークロウ（北電子）
- バーグラー（メーシー）
- ガオガオフェスティバル（SANKYO）
- ミスターキャッシュマン（アリストクラートテクノロジーズ）
- ミスターマジックネオ（サミー）
- スモモチャン（ニューギン）
- パチスロスーパー海物語（三洋物産）
- マジシャン（ファースト）
- アイムマジック、ワイルドドッグ（パラジェーピー）
- マジックライアン（ネイチャー・アセスメント）